# Dyscheralcis
Dyscheralcis là một chi bướm đêm thuộc họ Geometridae.